# Nachor (syn Teracha)
Nachor (hebr. ‏נָחוֹר‎) – postać biblijna, brat patriarchy Abrahama.
Był drugim synem Teracha, bratem Abrahama i Harana. Urodził się, podobnie jak jego bracia, w Ur Chaldejskim. Ożenił się z Milką, córką swojego brata Harana. Jego dziadek też nosił imię Nachor (syn Seruga).
Gdy jego ojciec, brat Abraham i bratanek (a zarazem szwagier) Lot opuścili Ur i udali się do Charanu, Nachor zdecydował się pozostać w Mezopotamii. Mieszkał w Aram-Naharaim.
Z małżeństwa z Milką miał ośmiu synów – Usa, Kemuela, Keseda, Chazo, Pildasza, Jidlafa i Betuela. Ze swoją drugorzędną żoną Reumą miał synów Tebacha, Gachama i Tachasza oraz córkę Maakę.
Przez swojego syna Betuela był dziadkiem Rebeki, żony Izaaka.